# Protomedeia grandimana
Protomedeia grandimana är en kräftdjursart som beskrevs av Brüggen 1906. Protomedeia grandimana ingår i släktet Protomedeia och familjen Isaeidae. Inga underarter finns listade i Catalogue of Life.